# Kotschya capitulifera
Kotschya capitulifera är en ärtväxtart som först beskrevs av John Gilbert Baker, och fick sitt nu gällande namn av Jeanine Dewit och Paul Auguste Duvigneaud. Kotschya capitulifera ingår i släktet Kotschya och familjen ärtväxter. Inga underarter finns listade i Catalogue of Life.